# قصیه
قصیه (به عربی: قصیة) یک روستا در سوریه است که در ناحیه وادی العیون واقع شده‌است. قصیه ۶۴۵ نفر جمعیت دارد.